# Rolf Fränkel
Rolf Fränkel (* 29. März 1908 in Leipzig; † 9. September 2001 in Zwickau) war ein deutscher Kieferorthopäde und Erfinder des Funktionsreglers, eines kieferorthopädischen Gerätes zur Behandlung von Kieferlage-Anomalien.

## Leben und Wirken
Fränkel studierte von 1927 bis 1930 in Leipzig und Marburg Zahnheilkunde und wurde 1931 promoviert. Seit dem Wintersemester 1929/30 gehörte er der Burschenschaft Normannia Leipzig an. Anschließend absolvierte er eine dreijährige Assistenzarzttätigkeit am Hufeland-Krankenhaus in Essen, bevor er sich mit einer eigenen Praxis in Zwickau niederließ. Zum 1. Mai 1937 trat er der NSDAP bei. Unter der Leitung von Professor Reichenbach arbeitete er während des Zweiten Weltkrieges in einem Leipziger und Bad Lausicker Lazarett, wo er Kiefer- und Gesichtsverletzte behandelte.

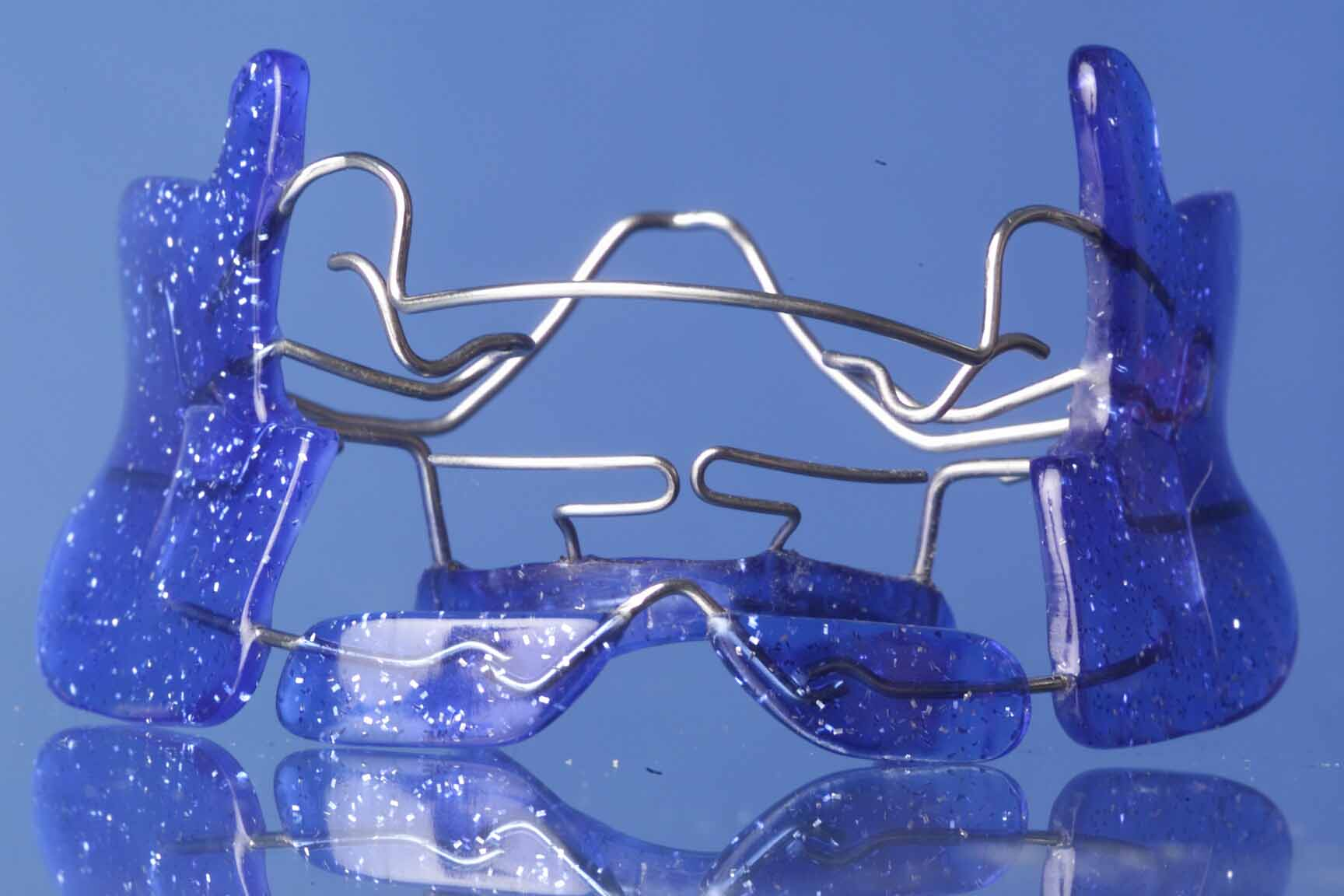
Ein Funktionsregler Typ FR1 nach Fränkel

Nach dem Zweiten Weltkrieg arbeitete Fränkel bis 1960 in seiner Zwickauer Praxis und machte besonders durch die Entwicklung von speziellen medizinischen Vorrichtungen für die Kieferorthopädie auf sich aufmerksam. Ab 1955 setzte Fränkel Buccalplatten zur Zahnkorrektur ein, 1956 begann er mit Federgelenkplatten zu arbeiten. Diese Arbeiten führten bereits 1957 zur Entwicklung der Funktionsregler. Ab 1959 führte er die Behandlung mit skelettierten Mundvorhofplatten ein. Er erwarb sich als Gutachter und Leiter von Arbeitskreisen hohe Wertschätzung.
Nachdem er 1960 seine Praxis aufgegeben hatte, gründete er das Kieferorthopädische Institut am Heinrich-Braun-Krankenhaus Zwickau, mit dem er im Laufe der Jahre weltweite Anerkennung fand. Hier wurden die Funktionsregler zur Einsatzreife entwickelt (1960) und eingesetzt. Wissenschaftler und Praktiker aus allen Kontinenten kamen nach Zwickau, um sich mit seiner neuen Behandlungsmethode in Weiterbildungskursen und Hospitationen vertraut zu machen. Dem folgten zahlreiche Kurse und Gastvorlesungen im In- und Ausland, selbst in Ländern, in denen bis dahin fast ausschließlich mit festsitzenden Apparaturen behandelt wurde. Rolf Fränkel habilitierte sich 1966 und wurde zum Professor an der Medizinischen Akademie Erfurt berufen.
Obwohl sein Behandlungskonzept sich nie durchsetzte, erlangte er in seinem Fach Popularität. Dieser Widerspruch sei darauf zurückzuführen, dass „das Bild, das von der Bedeutung eines Forschers im Bewußtsein seiner Kollegen existiert, nicht nur durch seine Leistungen, sondern auch durch eine geschickte Propagierung seiner Forschungsergebnisse im Sinne modernen Marketings bestimmt wird.“

## Ehrungen
Professor Fränkel war Ehrenmitglied der Deutschen Gesellschaft für Kieferorthopädie und vieler in- und ausländischer Gesellschaften. Häufig leitete er als Tagungspräsident internationale Kongresse. 1990 wurde ihm von der Humboldt-Universität Berlin die Ehrendoktorwürde verliehen. In Detroit (Michigan, USA) trägt eine Klinik seinen Namen. Internationale Wertschätzung seiner wissenschaftlichen Arbeit wurde ihm durch die Auszeichnung mit dem Albert H. Ketcham Memorial Award im Mai 1995 zuteil.
Obwohl Fränkel in der DDR das Privileg der Reisefreiheit und dadurch auch die Möglichkeit hatte, seiner Heimat den Rücken zu kehren, kam er trotz verlockender Angebote aus dem Ausland in seine Heimatstadt Zwickau zurück. Rolf Fränkel wurde 1998 Ehrenbürger der Stadt Zwickau.

## Werke
- Zahnverfärbung und Prophylaxe. Hoffmann, Leipzig 1931 (Dissertation, Universität Leipzig, 1931).
- Form und Funktion in der Kieferorthopädie. Berlin 1966 (Habilitationsschrift, Deutsche Akademie für Ärztliche Fortbildung, Berlin, 1966).
- Funktionskieferorthopädie und der Mundvorhof als apparative Basis. Volk und Gesundheit, Berlin 1967.
- Technik und Handhabung der Funktionsregler. Volk und Gesundheit, Berlin 1973; 3. Auflage: Karger, Basel 1984.
- Rolf Fränkel, Christine Fränkel: Orofacial Orthopedics with the Function Regulator. Karger, Basel 1989.
- Christine Fränkel, Rolf Fränkel: Der Funktionsregler in der orofazialen Orthopädie. Hüthig, Heidelberg 1992.